# Jacek Kaczmarski
Jacek Marcin Kaczmarski (22 mars 1957, Varsovie - 10 avril 2004, Gdańsk) est un poète et chanteur polonais.

## Biographie
Par son engagement contre le régime communiste, il était connu comme « le barde de Solidarność » ,, pour son engagement politique évidemment, et bien qu'il n'aimât point les « étiquettes » . Ses chansons appelaient à la tradition de la résistance patriotique en Pologne. Les titres les plus connus étaient ses chansons politiques comme Mury (« Les murs »), reprise de la chanson catalane L'Estaca, ou Obława (pl) (« La chasse aux loups »).
Il fit sa première apparition sur scène en 1977 au Festival Étudiant de la Chanson, où il obtint le premier prix pour Obława (« La chasse aux loups »). En 1980 il obtint le 2e prix au Festival d'Opole pour Epitafium dla Włodzimierza Wysockiego (« épitaphe pour Vladimir Vissotski »). Après l'établissement de la loi martiale en Pologne, Kaczmarski choisit l'exil de 1981 à 1990. À partir de 1982 il travailla comme rédacteur et journaliste pour Radio Free Europe à Munich, où il avait sa propre émission : A Quarter with Jacek Kaczmarski.

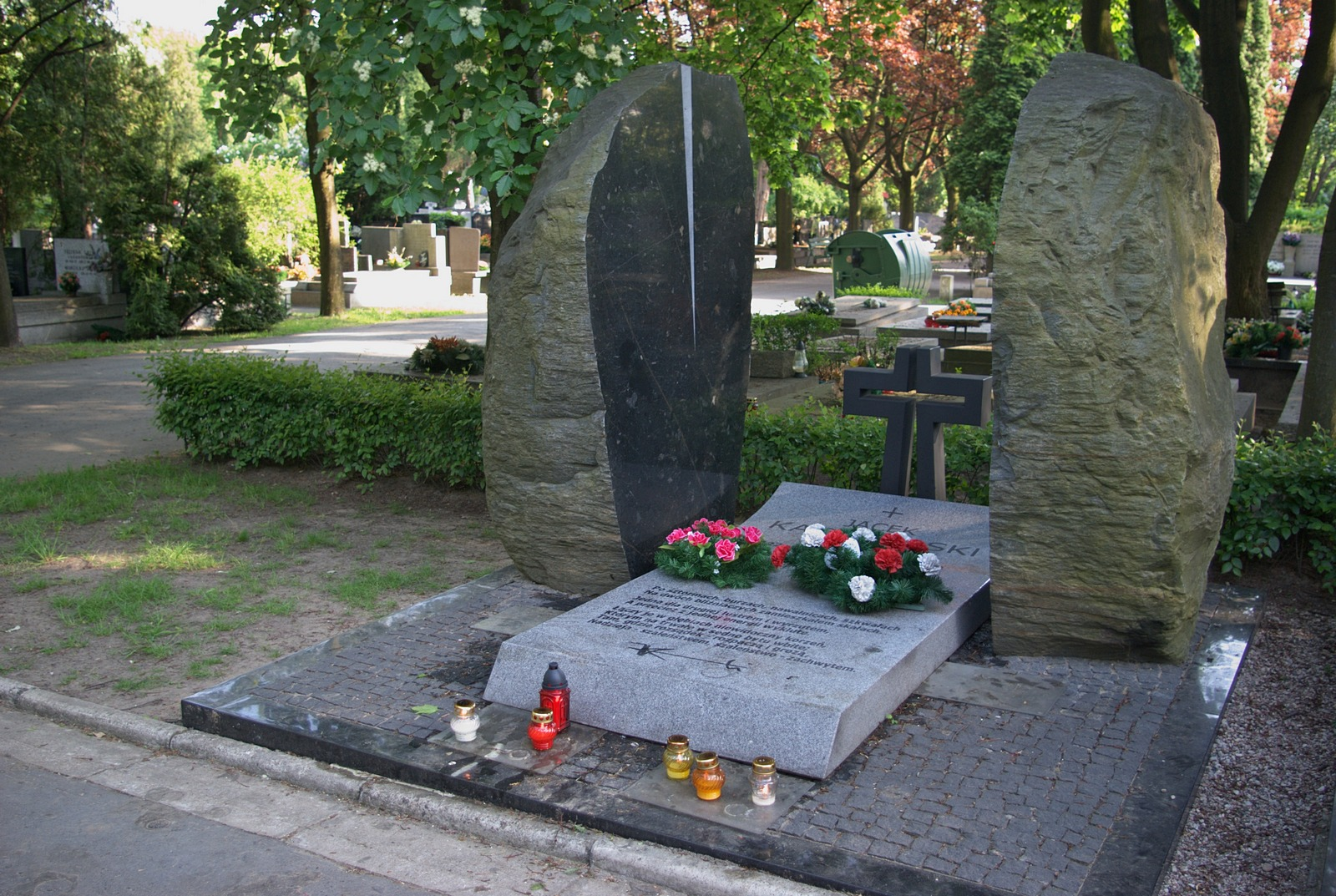
Tombe de Jacek Kaczmarski à Varsovie.

Après la chute du régime communiste, il fit une tournée dans tout le pays avec son ami Zbigniew Łapiński (pl). Les concerts furent enregistrés et le disque Live devint disque d'or. Kaczmarski n'était pas seulement connu pour ses textes politiques, mais aussi pour son style à la guitare (très dynamique, parfois même agressif) et ses apparitions en scène très expressives.
En mars 2002 on lui diagnostiqua un cancer du larynx, attribué à sa forte consommation de tabac. Comme il ne pouvait pas payer un traitement, une collecte de fonds fut organisée à l'échelle nationale. Kaczmarski est mort le 10 avril 2004 à l'hôpital de Gdańsk.

## Distinctions
- Chevalier de l'ordre Polonia Restituta (2000)[4]
- Commandeur de l'ordre Polonia Restituta, à titre posthume (2006)[5]

## Discographie officielle

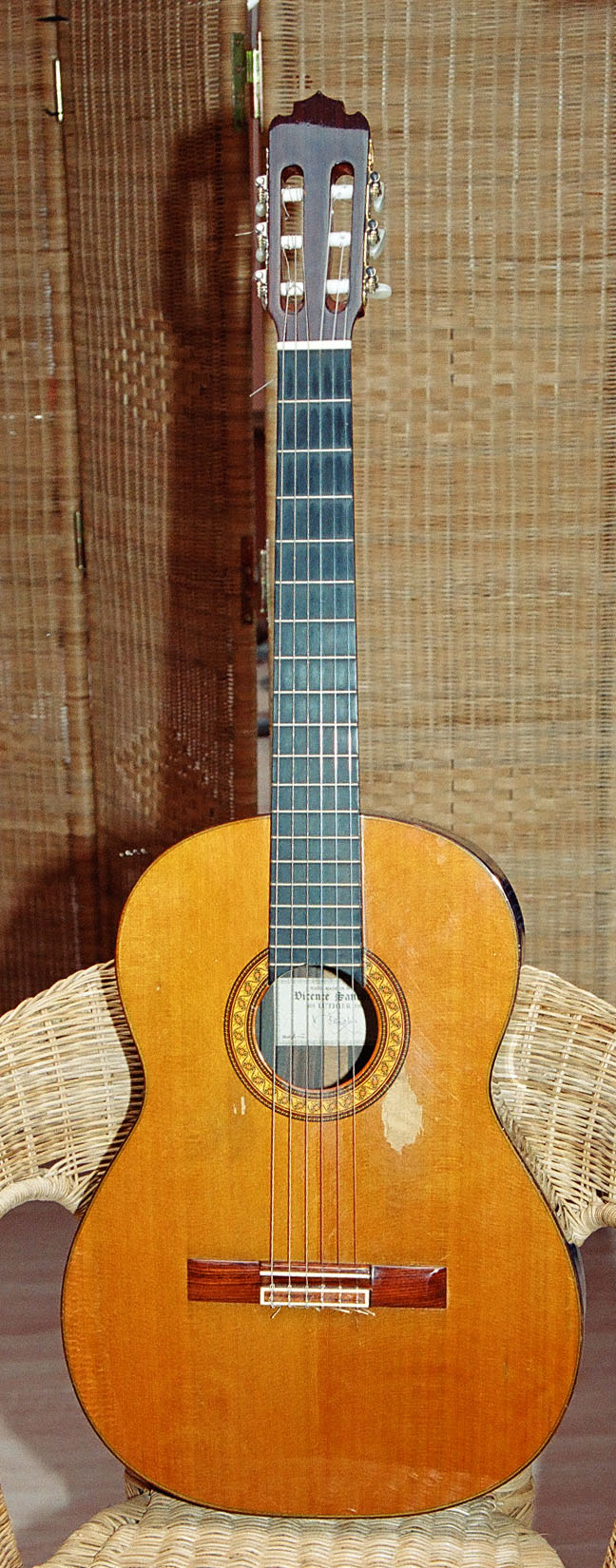
Guitare de Jacek Kaczmarski.

La discographie officielle de Jacek Kaczmarski comporte 22 albums qui sont parus en Pologne et en exil entre les années 1980 et 2002. La totalité de ces albums a été ré-éditée en 2004, en CD, dans un coffret intégral Syn Marnotrawny (« le fils prodigue »).
Une grande quantité d’enregistrements « non officiels » sont également parus en Pologne et en exil, en cassettes, chez les éditeurs clandestins entre 1981 et 1989.
Les albums : 
- Mury (Les Murs) - 1980
- Raj (Le Paradis) - 1980
- Muzeum (Le Musée) - 1981
- Krzyk (Un Cri) - 1981
- Carmagnole 1981 - 1982
- Strącenie aniołów (La chute des anges) - 1982
- Live In Chicago - 1983
- Litania  (La Litanie) - 1986
- Kosmopolak (Cosmo-polonais) - 1987
- Dzieci Hioba (Les enfants de Job) - 1989
- Głupi Jasio (Jeannot bête) - 1990
- Live (En public) - 1991
- Mury w Muzeum Raju (Les murs dans le musée du paradis) - 1991
- Bankiet (Le banquet) - 1992
- Wojna Postu z Karnawałem (La guerre entre le carême et le carnaval) - 1993
- Sarmatia - 1994
- Szukamy stajenki (Nous cherchons la crèche) - 1994
- Pochwała łotrostwa (Éloge de la canaillerie) - 1997)
- Miedzy nami (Entre nous) - 1998
- Dwie skały (Deux Rochers) - 2000
- Dwadzieścia (5) lat później (Vingt (5) ans après) - 2001
- Mimochodem (Incidemment) - 2002

Quelques traductions de ses textes en français sont à découvrir sur le site : 
En mars 2006 parait un nouveau coffret, intitulé Supplément. Il comporte sept disques, dont trois contiennent des chansons enregistrées par la Radio Europe Libre, ou Jacek Kaczmarski a travaillé pendant plusieurs années. Il y a également le disque Rarytasy i niespodzianki (« Raretés et surprises »), ainsi que des nombreuses chansons qui jusqu’à maintenant n’existaient que sur des cassettes clandestines.